# Jima
Jima – gaun wikas samiti w zachodniej części Nepalu w strefie Karnali w dystrykcie Mugu. Według nepalskiego spisu powszechnego z 2011 roku liczył on 495 gospodarstw domowych i 2841 mieszkańców (1447 kobiet i 1394 mężczyzn).